# Convenção-Quadro das Nações Unidas sobre a Mudança do Clima

Emblema das Convenção-Quadro das Nações Unidas sobre a Mudança do Clima.

A Convenção-Quadro das Nações Unidas sobre a Mudança do Clima (CQNUMC), também conhecida como UNFCCC  (do original em inglês United Nations Framework Convention on Climate Change), ou Convenção Quadro das Nações Unidas sobre as Alterações Climáticas  (CQNUAC, em português), é um tratado internacional resultante da elaboração do texto pela Conferência das Nações Unidas para o Meio Ambiente e o Desenvolvimento (CNUMAD), informalmente conhecida como a Cúpula da Terra, realizada no Rio de Janeiro em 1992.
O acordo é  um dos com maior visibilidade internacional, foi aceito, ratificado, aprovado ou aderido por todos os países do mundo, com um total de 165 assinaturas, tem como objetivo a estabilização da concentração de gases do efeito estufa (GEE) na atmosfera em níveis tais que evitem a interferência perigosa com o sistema climático. Esse nível de concentração segura para o clima significaria, dentre outras coisas, uma taxa máxima de 350 partes por milhão de um dos principais GEE, o dióxido de carbono na atmosfera, número que não só foi alcançado, como também ultrapassado,. A maior parte da comunidade científica considera que, se a emissão destes gases continuar crescendo no ritmo atual, advirão maiores danos ao meio ambiente. O tratado não fixou, inicialmente, limites obrigatórios para as emissões de GEE e não continha disposições coercitivas. Em vez disso, o Tratado incluía disposições para atualizações (chamados "protocolos"), que deveriam criar limites obrigatórios de emissões, o principal é o Protocolo de Quioto, que se tornou muito mais conhecido do que a própria CQNUMC. Além disso, a Convenção definiu na sua primeira sessão a obrigação de cada uma das partes em investir nas pesquisas e cálculos das emissões dos GEE, afim da COP examinar periodicamente a partir de então.
Devido ao fato de que os GEE continuam na atmosfera por pelo menos uma senão muitas décadas após emitidos, não é possível interromper ou reverter a mudança climática e, por essa razão, as medidas a serem tomadas são mitigadoras, no sentido de diminuir o impacto de tais mudanças, e adaptadoras, no sentido de criar mecanismos de adaptação às mudanças que irão ocorrer. Dentre os princípios que fundamentam a Convenção, o principal é aquele da responsabilidade comum, porém diferenciada. Como a concentração atual de GEE na atmosfera é consequente em maior parte, das emissões realizadas por países industrializados no passado, cada país tem uma responsabilidade diferente. 

## Estrutura da Convenção
A Convenção-Quadro das Nações Unidas sobre a Mudança do clima divide-se em vinte e seis artigos, sendo as últimas das vinte e sete página destinadas apenas a determinar quais países pertencem ao Anexo um e Anexo dois. Das páginas iniciais, duas folhas e meia indicam uma série de apostos referentes as Partes e uma página inteira introduz o documento.
O primeiro artigo apresenta uma série de definições utilizadas ao longo do texto, por exemplo, A CQNUMC define a mudança climática como uma mudança do clima alteradora da composição atmosférica—atribuída diretamente ou indiretamente à atividade humana—que em adição à variabilidade natural do clima é observada sobre longos períodos de tempo. A CQNUMC faz ainda uma distinção entre a "mudança climática", devido à atividade humana alterando a composição da atmosfera, e a "variabilidade climática" atribuída a causas naturais. É importante notar que o IPCC adota uma diferente definição de "mudança climática".
Outras definições importantes dizem respeito aos Sumidouros de Carbono, Reservatórios e Fontes, definições que vieram a ser dissipadas somente depois que a Convenção em questão entrou em vigor, mais precisamente, durante o Protocolo de Quioto em 1997. Ademais, a norma traz conceitos de "Efeitos Negativos da Mudança do Clima", “Sistema climático”, “Emissões”, “Organização regional de integração econômica” e “Gases de efeito estufa”.

## Países Anexo I, Anexo II e países em desenvolvimento
. Para a divisão de responsabilidades, os países signatários da CQNUMC foram divididos em diferentes blocos, em três grupos:
- Países do Anexo I (países desenvolvidos e demais comprometidos com a alínea "a" e "b" da Convenção)
- Países Anexo II (países desenvolvidos com obrigação adicional de prestar recursos aos países em desenvolvimento)
- Países em desenvolvimento/ Não anexo I

Países Anexo I concordam em reduzir suas emissões (especialmente dióxido de carbono) até chegar aos níveis emitidos em 1990, se não puderem fazê-lo, terão que comprar créditos de carbono. Embora o Anexo tenha sido elaborado inicialmente com maiores responsabilidades para países que demonstraram estar " tomando a iniciativa no que se refere a modificar as tendências de mais longo prazo das emissões antrópicas", quaisquer outro país não incluso na lista presente inicialmente na Convenção, pode assumir, se assim quiser, as responsabilidades atribuídas aos países desenvolvidos.
Os países em desenvolvimento são chamados países do “não Anexo I”. Os países em desenvolvimento não possuem metas de emissão junto a CQNUMC, mas apresentam algumas obrigações como a implantação de programas nacionais de mitigação.

## Conferência das Partes
Os países membros da Convenção reúnem-se periodicamente nas reuniões chamadas Conferência das Partes. A primeira Conferência das Partes (COP 1) ocorreu em 1995 na cidade de Berlim e nela foi firmado o Mandato de Berlim, no qual os países do Anexo I assumiram maiores compromissos com a estabilização da concentração de GEE, por meio de políticas e medidas ou de metas quantitativas de redução de emissões.
Em 1997 na cidade de Quioto foi aprovado o Protocolo de Quioto, que obedeceu às diretrizes do mandato de Berlim e deu maior ênfase às metas quantitativas como forma de minimizar os custos de mitigação em cada país. Com este objetivo também foram estabelecidos mecanismos como o Mecanismo de Desenvolvimento Limpo (MDL), que viabiliza tanto a diminuição de emissões em países do não Anexo I quanto a transferência de recursos dos países do Anexo I aos países em desenvolvimento.
A definição das regras operacionais do Protocolo de Quioto foi parte de um processo conturbado. Primeiramente, a Conferência das Partes realizada em novembro de 2000 em Haia (COP 6) foi suspensa devido à divergência de opiniões entre os EUA e países europeus. No início de 2001, os EUA anunciaram que não iriam participar das negociações de implementação do Protocolo de Quioto, pois afetariam o desenvolvimento econômico da nação.
Em meados de 2001 foi retomada a discussão da COP 6 em Bonn, no que ficou conhecida como COP 6 parte dois. Nessa reunião foi estabelecido o Acordo de Bonn, no qual foram feitas concessões de modo, por exemplo, a permitir o do uso das florestas como "sumidouro de carbono" contabilizando, assim, reduções no carbono, de modo a garantir a adesão de países outrora resistentes em assinar o Protocolo de Quioto, como o Japão, Canadá e Austrália, necessários para a entrada em vigor do Protocolo. Este acordo também permitiu diferentes interpretações quanto a temas como LULUCF (Land use, Land use change and Forestry), por países que passaram a rever suas posições quanto à não aderência dos Estados Unidos, após as concessões realizadas por outros países.
No fim de 2001, foi realizada a COP 7 em Marráquexe, Marrocos, sendo obtido o Acordo de Marraquexe, que contemplava aspectos políticos do Acordo de Bonn e ambientais do Protocolo de Quioto. Este acordo define as regras operacionais para LULUCF, mecanismos de flexibilização, definição do sistema nacional de inventários de emissões, informações adicionais derivadas do Protocolo de Quioto e do processo de revisão das comunicações nacionais. Foi necessário que os países da União Européia e do G77 e China cedessem espaço aos países do Umbrella Group (Japão, Austrália, Canadá e Federação Russa). Mesmo que as reduções previstas no Protocolo de Quioto sejam atingidas, estas não serão suficientes para diminuir significativamente a interferência do homem no sistema climático. Na COP 7 foi criado também o Comitê Executivo do MDL e foi elaborada uma declaração que enfatiza a relação entre desenvolvimento sustentável e mudanças climáticas, definindo como prioridade nos países em desenvolvimento a erradicação da pobreza e o desenvolvimento.
Existe grande preocupação com o regime pós-Quioto, e sua discussão oficial começou na COP 11 em Montreal. Têm ocorrido discussões sobre o que deve ser feito após 2012 e como incluir países em desenvolvimento (principalmente China, Índia e Brasil) na questão da limitação das emissões, o que é uma questão problemática já que neste bloco encontram-se tanto países muito pobres, como aqueles do continente africano, quanto o país com a maior taxa de crescimento no mundo e, em breve, um dos maiores emissores de GEE, a China.

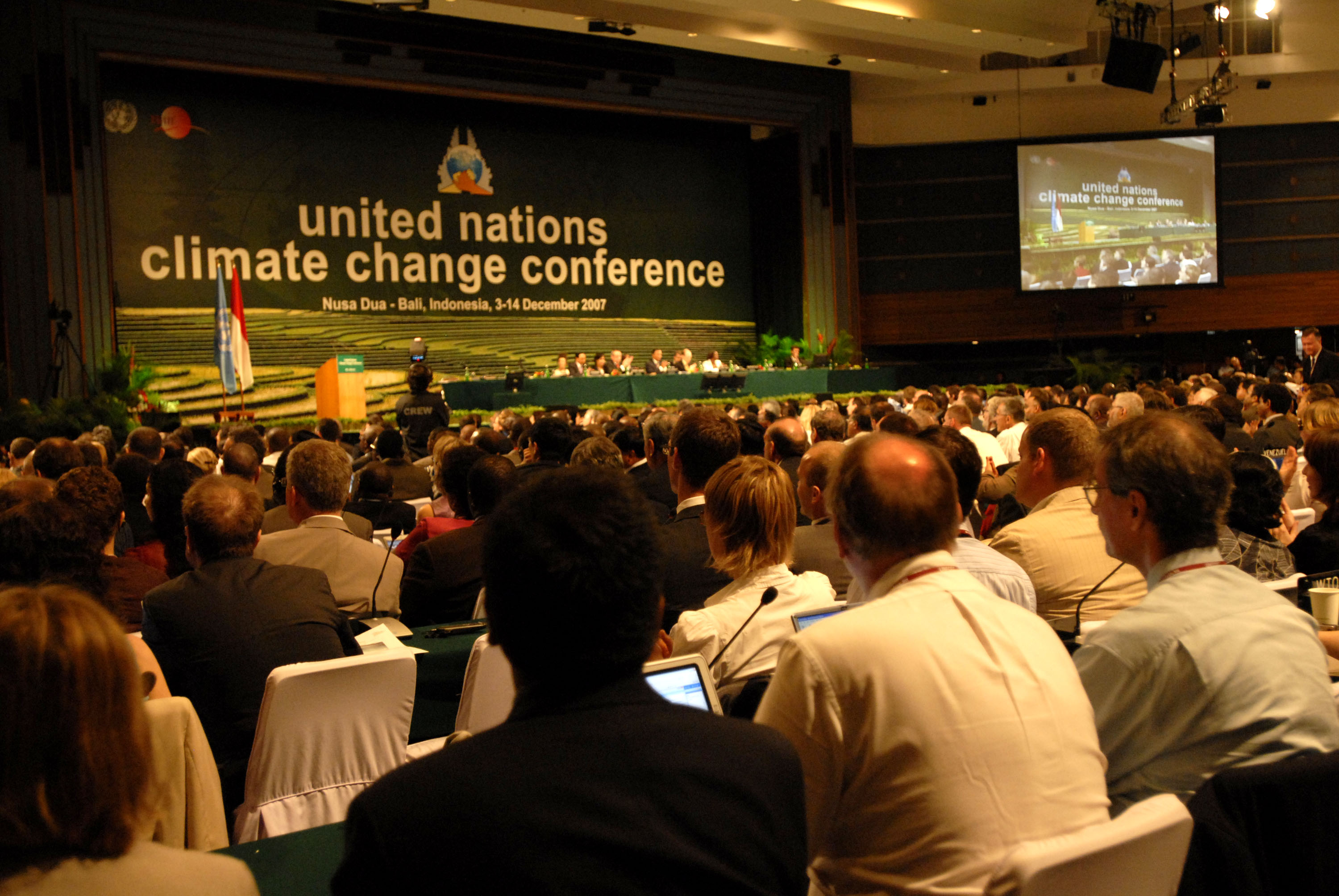
A COP 13

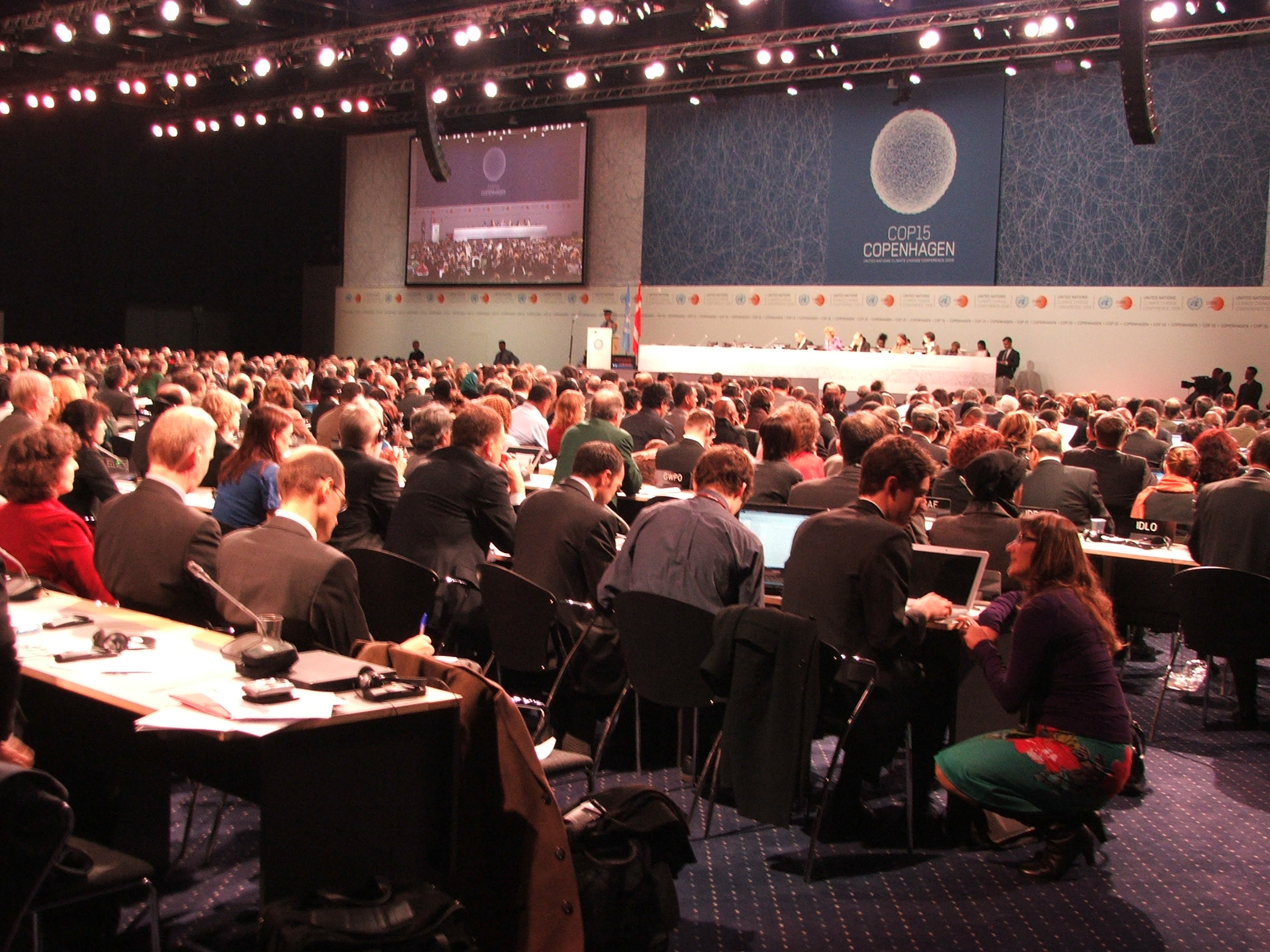
Abertura da COP 15

A COP 13 em dezembro de 2007 na Indonésia definiu as primeiras diretrizes para o acordo sobre o que fazer após 2012, quando vence o protocolo de Quioto, mas foi considerado um acordo vago. Com a COP 14 em dezembro de 2008 na Polônia, conseguiram um acordo sobre o financiamento de um fundo para ajudar os países mais pobres com os efeitos das mudanças climáticas. Também foi aprovada uma forma de incluir a proteção das florestas nos esforços contra as mudanças climáticas.
A COP 15 foi em Dezembro de 2009 em Copenhagen na Dinamarca. A cúpula não conseguiu atingir sua meta de um acordo vinculativo para o longo termo. Em vez disso foi acordado um 'acordo político' somente 'notado' pela COP porque é considerado um documento externo, negociado por fora do procedimento da UNFCCC (Convenção-Quadro das Nações Unidas sobre a Mudança do Clima).
A COP 16 ocorreu entre 29 de Novembro e 10 de Dezembro 2010 em Cancún, no México. O resultado foi uma tentativa de acordo pelas partes que pedia 100 bilhões de dólares americanos por ano para o "Fundo Verde para o Clima" e o "Centro e rede de Tecnologia do Clima" (CTCN).  Porem não chegaram a um acordo em torno dos fundos para o Fundo Verde do Clima nem para um segundo período pós-Protocolo de Quioto.
A COP 17 em 2011 foi realizada em Durban na África do Sul. Durante esta reunião chegou-se a um acordo legalmente vinculativo, integrando todos os países participantes, que será preparado até 2015, e entrará em vigor em 2020.
A COP 18 foi realizada entre os dias 26 de Novembro e 7 de Dezembro de 2012, em Doha, no Qatar. Tinha como principal objetivo chegar a um acordo sobre as metas de emissão dos países do Anexo I. Ao mesmo tempo foi aprovada a Emenda de Doha, que estendeu a vigência do Protocolo de Quioto até 2020. Canadá, Japão e Nova Zelândia optaram por não assinar a Emenda, juntando-se aos Estados Unidos, como países que não ratificaram este Protocolo.
A COP 19 ocorreu em 2013 em Varsóvia, Polônia, almejando definir vários aspectos importantes, mas foi uma reunião tumultuada e recheada de polêmicas, e só foram feitos avanços nas negociações sobre o pagamento por emissão reduzida derivada de desmatamento e degradação florestal (REDD+), chegando ao compromisso de se reunir 280 milhões de dólares para financiamento. Também foi estabelecido que os países deveriam definir suas metas voluntárias de emissão até 2015.
A COP 20 ocorreu entre os dias 1º e 14 de dezembro de 2014 em Lima, Peru, objetivando definir o texto do acordo que deveria substituir o Protocolo de Quioto, a ser selado em Paris em 2015. Foi aprovado um primeiro rascunho, intitulado Chamamento de Lima para a Ação sobre o Clima, mas as resoluções foram modestas e a maioria das decisões importantes foi postergada.

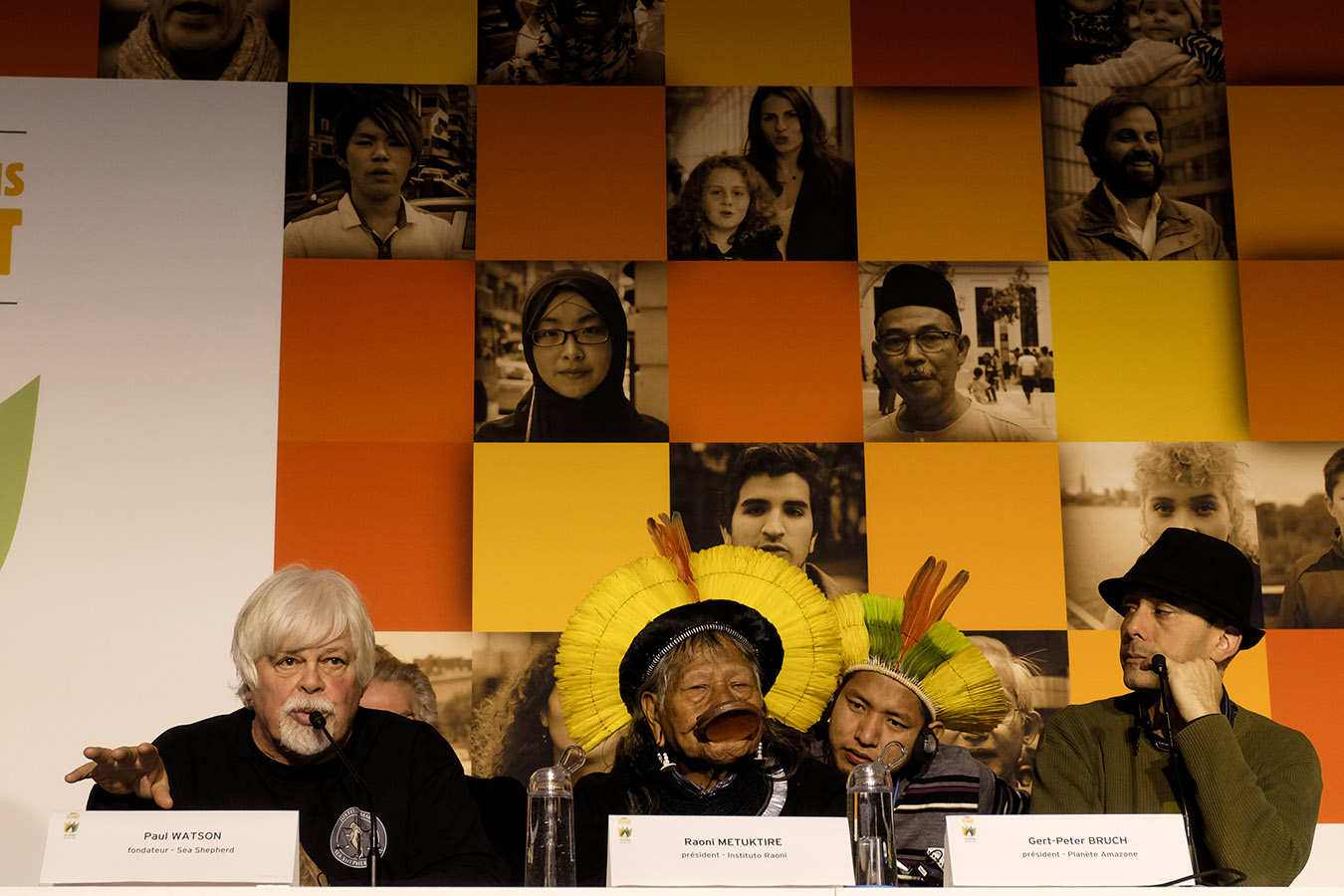
Paul Watson, o cacique Raoni Metuktire e Gert Peter Bruch participando da COP 15

A COP 21, realizada em Paris entre 30 de novembro de 2015 e 12 de dezembro de 2015, cumpriu seu objetivo principal de aprovar o Acordo de Paris, onde ficou estabelecido que o aquecimento global deveria ser contido abaixo de 2 ºC, preferencialmente em 1,5 ºC. Contudo, embora muito louvado como um avanço importante, o Acordo foi também intensamente criticado por ser pouco ambicioso, deixando ao critério dos países quais seriam suas metas de emissão, por não ser muito claro a respeito dos meios de financiamento, por não redefinir mecanismos de mitigação e adaptação que já se provaram pouco eficientes, e por não penalizar o descumprimento das metas. É um consenso entre os cientistas que as metas voluntárias fixadas não serão capazes de conter o aquecimento no nível pretendido.
A COP 22 foi sediada em Marraquexe em 2016, e conseguiu fixar algumas medidas importantes, especialmente no sentido de iniciar a definição das regras de implementação prática do Acordo de Paris. Além disso, os países se comprometeram a doar 80 milhões de dólares para o Fundo de Adaptação; anunciaram mais de 23 milhões de dólares para o Climate Technology Centre and Network, destinado a apoiar a transferência de tecnologia para países em desenvolvimento, e o Fundo Verde do Clima anunciou a aprovação das primeiras propostas para formulação dos Planos Nacionais de Adaptação. Uma série de outras iniciativas foram lançadas paralelamente por países individuais ou grupos de países para aumentar a eficiência e transparência dos planos de mitigação e adaptação, ampliar o financiamento, promover o desenvolvimento sustentável e enfocar as necessidades especiais de países vulneráveis e comunidades indígenas.

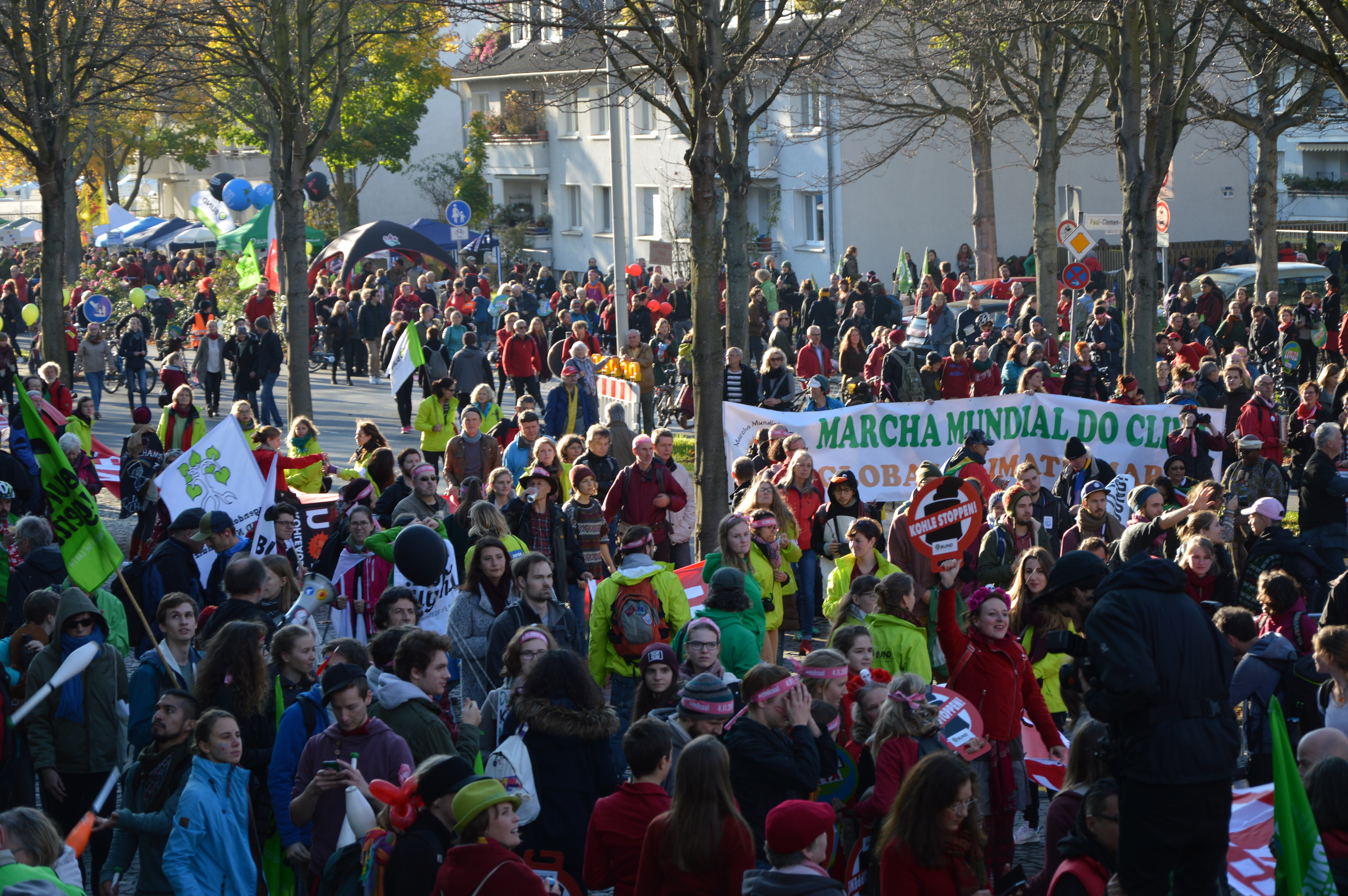
Manifestantes na COP23 pedindo soluções para a crise climática

A COP 23 aconteceu em Bonn, na Alemanha, de 6 a 18 de novembro de 2017. Foram debatidas as dificuldades para a implementação do Acordo de Paris e preparou-se o Diálogo Talanoa, que deve facilitar a ampliação das metas voluntárias de emissão dos países. Projetos nacionais e grupais ofereceram melhorias pontuais em vários aspectos do combate ao aquecimento.
A COP 24 realizou-se em Katowice, Polônia, em dezembro de 2018. A meta principal era definir as regras práticas para a implementação do Acordo de Paris, que foram aprovadas, com destaque para o mecanismo de medição das emissões nacionais e sua integração em um sistema internacional, mas os resultados foram prejudicados pela oposição de um grupo de países, entre eles Arábia Saudita, Estados Unidos, Rússia e Kuwait, ao reconhecimento oficial das conclusões do relatório especial do IPCC sobre o aquecimento de 1,5 ºC. Ao final, as regras fixadas se limitaram a convidar os países a fazer uso do dito relatório, não avançaram muito sobre os meios de financiamento e não obrigaram os países a ampliar suas metas de emissão. Por outro lado, o Banco Mundial anunciou a destinação de 200 bilhões de dólares para o enfrentamento do desafio climático.
A COP 25 aconteceu em Santiago, Chile, entre 2 e 13 de dezembro. Com o tema "As ações do clima dependem de todos nós. A hora de agir é agora!", após o Brasil desistir de realizar o evento.

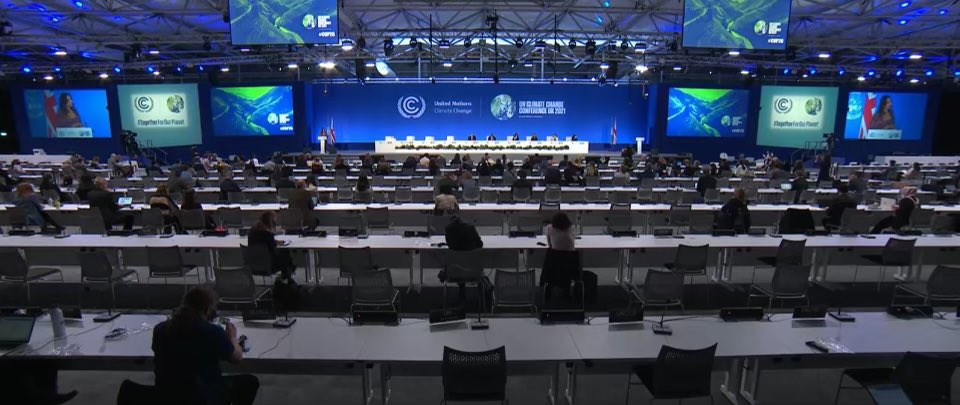
O salão de sessões da CÒP 26

A COP 26 teve sede na Escócia em 2021. Trabalhos preparatórios à cúpula e a Youth COP, conferência ambiental dedicada aos jovens, ocorrerão na Itália.  
A COP 27 foi realizada no Egito em 2022. O destaque da conferência foi o acordo inédito sobre a criação de um fundo de compensação de perdas e danos pelos países desenvolvidos, historicamente os maiores emissores de gases estufa, para os países em desenvolvimento, que emitem pouco e são desproporcionalmente afetados pelas mudanças climáticas. Contudo, a conferência foi criticada por não trazer avanços significativos em outras áreas, especialmente por não estabelecer como prioridade a redução gradual no uso dos combustíveis fósseis, a principal causa de emissões. Houve intensa pressão de grupos de lobby das indústrias de petróleo, gás e grandes indústrias agrícolas, mais de 600 grupos estiveram atuando.